# За животните с любов
„За животните с любов“ е предаване на БНТ в периода 1995 – 2010 г. Излъчва се е по БНТ 1 и сателитния канал БНТ Сат всяка събота. Водещ на предаването е певицата Росица Кирилова.